# Confederació del Rin
La Confederació del Rin va durar set anys (des de l'any 1806 fins al 1813). Fou creada per Napoleó Bonaparte després de vèncer Francesc I d'Àustria i Alexandre I de Rússia a la batalla d'Austerlitz. El Tractat de Pressburg en va permetre la creació i en va fixar la capital a Frankfurt. Els membres d'aquesta confederació eren prínceps germànics (fürsten) amb una representació simbòlica heretada del Sacre Imperi Romà. Però el poder autèntic quedà en mans de Napoleó, que exercia la funció de protector i cada un dels estats tan sols tenia la consideració d'estat client. El presidents foren Karl Von Dalberg, durant el període de 1806 a 1813, i Eugène de Beauharnais, durant l'últim període de 1813.
Més endavant als 16 estats inicials s'hi afegiren 23 estats més. La Confederació va acabar governant a més de 15 milions de ciutadans, fet que representava un gran coixí de protecció i un avantatge estratègic per al costat occidental de l'Imperi Francès.

## Formació
El 12 de juliol de 1806 es va signar el Tractat de la Confederació del Rin (alemany: Rheinbundakte), amb la presència de 16 estats confederats que formaven l'antiga Lliga del Rin. Napoleó declarava la constitució de l'Imperi abolida i els principats del Rin es van independitzar l'1 d'agost de 1806. Les demandes d'Àustria sobre els estats alemanys es van rebutjar sense excepció En els següents anys s'hi uniren 23 estats més arribant a la suma de 39 i un total de 15 milions de ciutadans. Francesc II va renunciar al títol d'emperador i va declarar la dissolució del Sacre Imperi Romanogermànic. La dinastia dels Habsburg de Francesc II s'hagué de conformar a governar Àustria. Aquest estat quedà exclòs de la Confederació juntament amb Prússia, Dinamarca i La Pomerània sueca. Erfurt i el costat occidental del Rin senzillament es van annexionar a l'Imperi Francès.
En lloc d'instaurar un monarca com a cap d'estat imitant l'Imperi Romà, hi van col·locar un arxiconseller amb el títol de príncep. Aquest càrrec fou ocupat en principi per Karl Theodor von Dalberg. Era el President del Col·legi de Reis i presidia la Dieta de la Confederació, una imitació de parlament que mai va arribar a reunir-se. Napoleó liderava Confederació amb el títol de Protector.
La Confederació era per sobre de tot una associació militar: els membres havien d'aportar grans quantitats d'homes per a l'exèrcit. A canvi d'aquesta col·laboració els caps de govern de Baden, Hessen, Clèveris i Berg reberen la categoria de grans ducats. Württemberg i Baviera es convertiren en reialmes. El moment més gran de la curta història de la Confederació fou el 1806 quan França va derrotar a Prússia. Al llarg d'aquest any va passar a tenir quatre reialmes, cinc gran ducats, disset principats i tres ciutats de la Lliga Hanseàtica; Hamburg, Lübeck i Bremen.
Per França era de vital importància assegurar l'embargament comercial de tot Europa amb la Gran Bretanya. Moltes regions de la Confederació no respectaven aquest embargament.A partir del 1810 Napoleó va decidir solucionar aquest contratemps annexionant a l'Imperi Francès moltes regions del nord-oest d'Alemanya.
El 1814, quan la Invasió francesa de Rússia va fracassar, molts dels membres de la Confederació van canviar de bàndol. Aquest fet en va propiciar el seu col·lapse i posterior desaparició.

## Estats membres de la Confederació del Rin el 1812
- Ducat d'Anhalt-Bernburg unit l'11 d'abril de 1807.
- Ducat d'Anhalt-Dessau unit l'11 d'abril de 1807.
- Ducat d'Anhalt-Kothen unit l'11 d'abril de 1807.

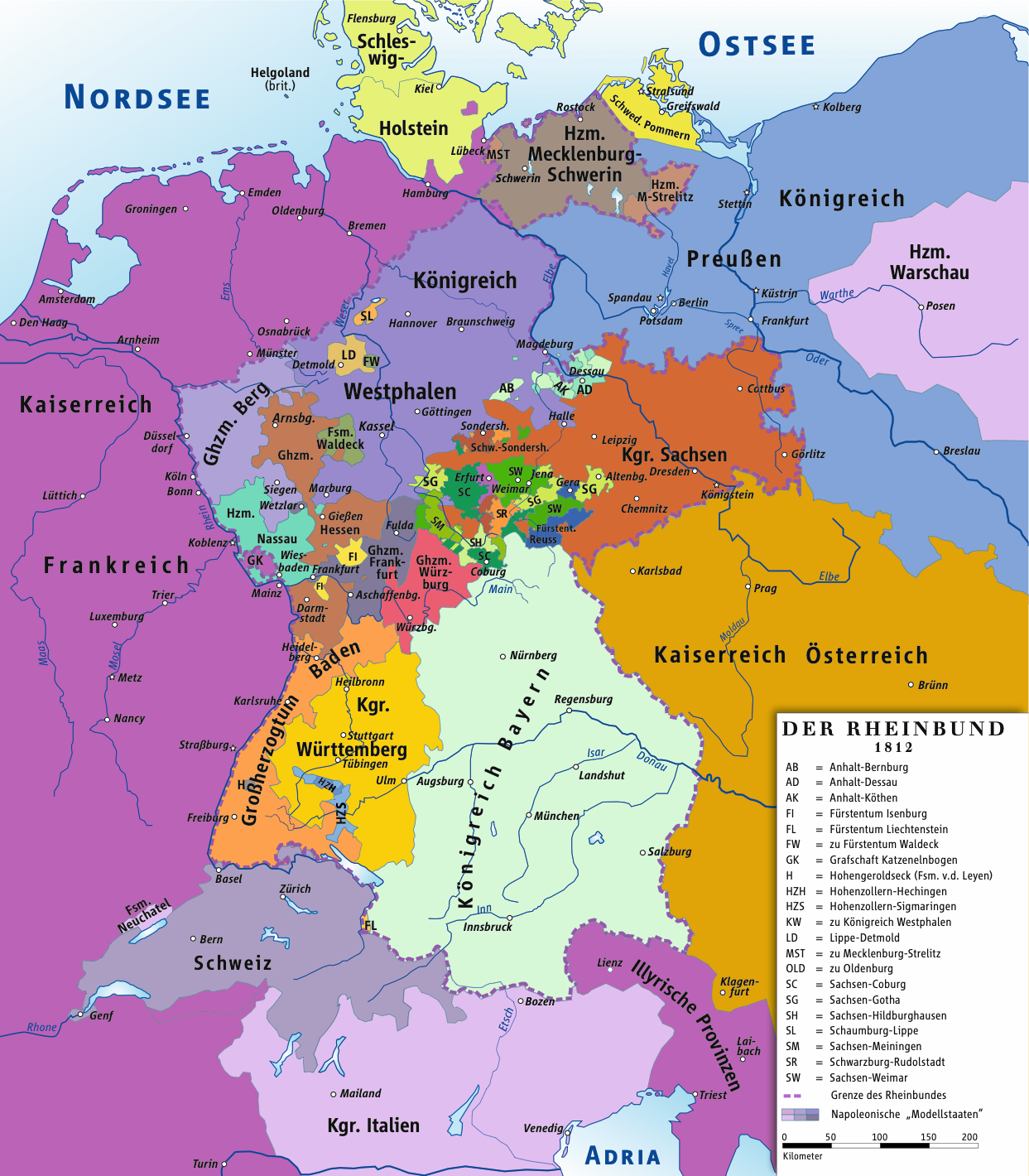
Mapa dels estats que formaven la confederació

- Ducat d'Arenberg (cofundador, 12 de juliol 1806).
- Gran Ducat de Baden (cofundador, 12 de juliol 1806). Abans marcgraviat.
- Regne de Baviera (cofundador, 12 de juliol 1806). En inici era un ducat
- Gran Ducat de Berg (cofundador, 12 de juliol 1806). Abans ducats de Clèveris i Berg
- Gran Ducat de Hessen-Darmstadt (cofundador, 12 de juliol 1806). Abans landgraviat
- Principat de Hohenzollern-Hechingen (cofundador, 12 de juliol 1806).
- Principat de Hohenzollern-Sigmaringen (cofundador, 12 de juliol 1806).
- Principat d'Isenburg-Birstein (cofundador)(12 de juliol 1806).
- Principat de Leyen (cofundador, 12 de juliol 1806). Abans un comtat.
- Principat de Liechtenstein (cofundador, 12 de juliol 1806).
- Principat de Lippe-Detmold unit l'11 d'abril de 1807.
- Diòcesi de Magúncia, arquebisbat i electorat, (el 1810, Gran Ducat de Franckfurt)
- Gran Ducat de Mecklemburg-Schwerin, unit 22 de març de 1808.
- Gran Ducat de Mecklemburg-Strelitz, unit 18 de febrer de 1808.
- Ducat de Nassau, unit 30 d'agost de 1806, format per la unió de:
  - Ducat de Nassau-Usingen (cofundador, 12 de juliol 1806).
  - Ducat de Nassau-Weilburg) (cofundador, 12 de juliol 1806).
- Ducat d'Oldenburg, unit 14 d'octubre de 1808.
- Principat de Reuss-Ebersdorf unit l'11 d'abril de 1807.
- Principat de Reuss-Greiz unit l'11 d'abril de 1807.
- Principat de Reuss-Lobenstein unit l'11 d'abril de 1807.
- Principat de Reuss-Schleiz unit l'11 d'abril de 1807.
- Principat de Salm-Kyrburg (abans Salm-Salm) (cofundador, 25 de juliol 1806).
- Ducat de Saxònia-Coburg, unit 15 de desembre de 1806
- Ducat de Saxònia-Gotha, unit 15 de desembre de 1806
- Ducat de Saxònia-Hildburghausen, unit 15 de desembre de 1806
- Ducat de Saxònia-Meiningen, unit 15 de desembre de 1806
- Ducat de Saxònia-Weimar, unit 15 de desembre de 1806
- Regne de Saxònia, unit 11 de desembre de 1806
- Principat de Schaumburg-Lippe unit l'11 d'abril de 1807.
- Principat de Schwarzburg-Rudolstadt unit l'11 d'abril de 1807.
- Principat de Schwarzburg-Sondernshausen unit l'11 d'abril de 1807.
- Principat de Waldeck unit l'11 d'abril de 1807.
- Regne de Westfàlia unit 15 de novembre de 1807.
- Regne de Württemberg (cofundador, 12 de juliol 1806).
- Gran Ducat de Würzburg, unit 23 de setembre de 1806.